# Полубоги и маги
«Полубоги и маги» (англ. Demigods and Magicians) — сборник американских приключенческих рассказов в жанре фэнтези 2016 года, написанный Риком Риорданом. Является кроссовером между египетскими магами и греческими полубогами. Сборник включает в себя три рассказа.

## Сюжет

### Сын Собека
Услышав сообщения о магических беспорядках в районе Лонг-Айленда, Картер Кейн отправляется на расследование. По прибытии, его проглатывает огромный крокодил, обитающий в болотах на краю залива Моричес на южном берегу Лонг-Айленда, но его спасает необычный юноша, который вынуждает монстра выплюнуть его. Этим юношей оказывается Перси Джексон. После непродолжительного разногласия, в ходе которого оба молодых человека узнают о происхождении друг друга, Перси и Картер решают объединиться, чтобы разобраться с монстром, который терроризирует соседний пригородный район. Картер выдвигает гипотезу о том, что животное является петсухосом, сыном бога Собека и, следовательно, бессмертным и непобедимым монстром. Единственный способ победить его заключается в снятии магического ожерелья. Подростки объединяют усилия, чтобы реализовать план на практике, в результате чего чудовище оказывается нейтрализовано. После снятия ожерелья, монстр превращается в маленького крокодила, и герои направляются в закусочную, чтобы поговорить. Перси и Картер решают поддерживать связь, на случай чрезвычайных обстоятельств. Они расходятся, и Картер забирает ожерелье в 21-й Ном.

### Посох Сераписа
Находясь в метро после неудачного интервью по поводу стажировки в архитектурной фирме, Аннабет Чейз замечает монстра с волчьей и львиной головами. Будучи не вооружённой, Аннабет решает хитростью посеять раздор между головами, чтобы те не причинили вреда ей и простым смертным. От смерти её спасает прибывшая Сейди Кейн, которая прогоняет монстра. Аннабет и Сейди представляются друг другу, и, решив, что ещё один монстр, обладающий собачьей головой, связан с предыдущими, бросаются за ним в погоню. По дороге они пытаются вникнуть в родословные, к которым принадлежат. Они встречаются с богом Сераписом, второстепенным египетским богом, которому Птолемей I Сотер придал большее значение в ходе своего правления. Серапис замышляет уничтожить как греческие, так и египетские пантеоны. Девушки побеждают его, посредством смешения имеющихся у них в арсенале заклинаний. Прежде чем разойтись, они обмениваются телефонами.

### Корона Птолемея
Аннабет снится её мать Афина, которая сообщает ей о грядущих неприятностях. Вместе с Перси они отправляются на паром до Губернаторского острова, где сталкиваются с Сетне (стремящегося стать богом при помощи заклинаний из Книги Тота). Молодые люди пытаются связаться с Картером и Сейди Кейнами, но терпят неудачу. Тогда они решают сразиться с ним без посторонней помощи, однако маг обездвиживает обоих. Сетне призывает богиню Уаджит, чтобы поглотить её сущность и забрать корону Нижнего Египта, после чего исчезает.
Прибывшие Кейны помогают полубогам выследить их общего врага. Четверо приходят к выводу, что смогут одержать победу лишь объединив усилия. Картер отдаёт Перси своё палочку взамен поглощённого меча, и тот превращает её в монету. Получив немного магического опыта от Сейди, Аннабет отдаёт Картеру свою бейсболку-невидимку. В это время Сетне готовится призвать богиню Нехбет, тем самым заполучив в своё распоряжение корону Верхнего Египта. Несмотря на поддержку богини, полубоги и маги оказываются не в состоянии помешать Сетне завладеть короной. Нехбет настаивает на том, что им необходимо остановить Сетне и, с неохотного согласия Перси, использует его в качестве своего сосуда. Они атакуют Сетне в третий раз, играя на сильных сторонах друг друга и тщеславии Сетне, чтобы отвлечь мага. Картер накладывает заклинание на Сетне, чтобы поймать его в снежный шар, тогда как Нехбет забирает свою корону. Перси возвращает меч, а Аннабет говорит Сейди о потере полученного магического опыта. Перси и Аннабет решают сохранить в тайне этот инцидент от обитателей Лагеря Полукровок, опасаясь последствий смешения греческой и египетской магии, однако полубоги и маги всё же обещает поддерживать связь друг с другом и расходятся.

## Персонажи
- Перси Джексон — греческий полубог, сын Посейдона.
- Картер Кейн — маг и сосуд Гора, наследник Нармера и Рамсеса II.
- Аннабет Чейз — греческая полубогиня, дочь Афины.
- Сейди Кейн — маг и сосуд Исиды.
- Сетне — главный антагонист, злой маг, стремящийся стать богом и получить контроль над Египтом.

## История публикаций
Первый рассказ, «Сын Собека», был выпущен в 2013 году, в рамах издания в мягкой обложке заключительной части трилогии цикла Наследники богов, «Тень змея». 18 июня 2013 года была выпущена электронная книга. Второй рассказ, «Посох Сераписа», вышел 8 апреля 2014 года, являясь частью издания в мягкой обложки третьей книги цикла Герои Олимпа, «Метка Афины». 20 мая 2014 года публиковался в форматах аудиокниги и электронной книги. Выпуск заключительного рассказа, «Корона Птолемея», состоялся 31 марта 2015 года, в качестве дополнения к мягкому изданию четвёртой книги цикла Герои Олимпа, «Дом Аида». Электронное издание вышло 12 мая 2015 года. 5 апреля 2016 года вышел сборник в твёрдом переплёте, под названием «Полубоги и маги», включающий в себя все три рассказа.

## Критика
Hypable высоко оценил рассказ «Корона Птолемея», написав в своё ревью: «В то время как в предыдущих историях, «Сыне Собека» и «Посохе Сераписа», появлялось по одному дуэту персонажей, в «Короне Птолемея» состоялось объединение четвёрки наших героев, и это прекрасно. Сейди и Перси нетерпеливы, в то время как Картер и Аннабет практически синхронно закатывают глаза. Приятно видеть, как герои объединяются без особого сопротивления, чтобы остановить плохого парня».
После выхода «Короны Птолемея», сборник кроссоверов «Перси Джексона» и «Наследников богов» входил в список бестселлеров New York Times с 31 мая по 7 июня 2015 года.